# Un certain regard
Un certain regard ('Una consideració segura') és una secció oficial del Festival Internacional de Cinema de Canes. Transcorre a la sala Debussy en paral·lel a la cerimònia de la pel Palma d'Or.
Aquesta secció va ser introduïda el 1978 per Gilles Jacob. Cada any, presenta una classificació de les pel·lícules amb diversos tipus de visions i estils: feines originals i diferents que busquen reconeixement internacional.

## Guanyadors principals
El 1998, el guardó va iniciar una secció per reconèixer el talent jove i per ser un impuls a la innovació i facilitar la presentació de pel·lícules amb una beca per ajudar a la seva distribució a França.
Des del 2005 el premi consisteix en 30.000 euros finançats per la fundació Groupama GAN.
| Any  | Pel·lícula                                                                      | Director                  | Nacionalitat                       |
| ---- | ------------------------------------------------------------------------------- | ------------------------- | ---------------------------------- |
| 1998 | Tueur à gages                                                                   | Darezhan Omirbaev         | Kazakhstan*                        |
| 1999 | Beautiful People                                                                | Jasmin Dizar              | Regne Unit · Bòsnia i Hercegovina* |
| 2000 | Coses que diries només de mirar-la (Things You Can Tell Just by Looking at Her) | Rodrigo García            | Colòmbia*                          |
| 2001 | Amour d'enfance                                                                 | Yves Caumon               | França*                            |
| 2002 | Blissfully Yours                                                                | Apichatpong Weerasethakul | Tailàndia*                         |
| 2003 | La meglio gioventù                                                              | Marco Tullio Giordana     | Itàlia*                            |
| 2004 | Moolaadé                                                                        | Ousmane Sembène           | Senegal*                           |
| 2005 | La mort del senyor Lazarescu (Moartea domnului Lăzărescu)                       | Cristi Puiu               | Romania*                           |
| 2006 | Jiāng chéng xià rì                                                              | Wang Chao                 | R.P. de la Xina*                   |
| 2007 | California Dreamin'                                                             | Cristian Nemescu          | Romania                            |
| 2008 | Tulpan                                                                          | Sergey Dvortsevoy         | Kazakhstan                         |
| 2009 | Dogtooth (Kynodontas)                                                           | Iorgos Lanthimos          | Grècia*                            |
| 2010 | Hahaha                                                                          | Hong Sang-soo             | Corea del Sud*                     |
| 2011 | Arirang                                                                         | Kim Ki-duk                | Corea del Sud*                     |
| 2011 | Halt auf freier Strecke                                                         | Andreas Dresen            | Alemanya*                          |
| 2012 | Después de Lucía                                                                | Michel Franco             | Mèxic*                             |
| 2013 | L'Image manquante                                                               | Rithy Panh                | Cambodja*                          |
| 2014 | Fehér isten                                                                     | Kornél Mundruczó          | Hongria*                           |
| 2015 | Hrútar                                                                          | Grímur Hákonarson         | Islàndia*                          |

* Primera vegada que guanyà una pel·lícula d'aquest país

## Palmarès complet
| Year                                            | Film                                                                            | Recipient                                      | Nationality of recipient           | Award                                                |
| ----------------------------------------------- | ------------------------------------------------------------------------------- | ---------------------------------------------- | ---------------------------------- | ---------------------------------------------------- |
| 1998                                            | Killer (Tueur à gages)                                                          | Darejan Omirbaev                               | Kazakhstan                         | Premi                                                |
| 1999                                            | Beautiful People                                                                | Jasmin Dizar                                   | Regne Unit, · Bòsnia i Hercegovina | Premi                                                |
| 2000                                            | Coses que diries només de mirar-la (Things You Can Tell Just by Looking at Her) | Rodrigo García                                 | Colòmbia                           | Premi                                                |
| 2000                                            | Me You Them (Eu Tu Eles)                                                        | Andrucha Waddington                            | Brasil                             | Menció especial                                      |
| 2001                                            | Boyhood Loves (Amour d'enfance)                                                 | Yves Caumon                                    | França                             | Premi                                                |
| 2002                                            | Blissfully Yours                                                                | Apichatpong Weerasethakul                      | Tailàndia                          | Premi                                                |
| 2003                                            | The Best of Youth (La meglio gioventù)                                          | Marco Tullio Giordana                          | Itàlia                             | Premi                                                |
| 2003                                            | A Thousand Months (Mille mois)                                                  | Faouzi Bensaidi                                | Marroc                             | Premi                                                |
| 2003                                            | Crimson Gold (Talaye Sorkh)                                                     | Jafar Panahi                                   | Iran                               | Premi del jurat                                      |
| 2004                                            | Moolaadé                                                                        | Ousmane Sembène                                | Senegal                            | Premi                                                |
| 2004                                            | Whisky                                                                          | Juan Pablo Rebella and Pablo Stoll             | Uruguai                            | Premi per originalitat                               |
| 2004                                            | Earth and Ashes (Khakestar-o-khak)                                              | Atiq Rahimi                                    | Afganistan                         | Prix du regard vers l'avenir                         |
| 2005                                            | The Death of Mr. Lăzărescu (Moartea domnului Lăzărescu)                         | Cristi Puiu                                    | Romania                            | Premi                                                |
| 2005                                            | Le Filmeur                                                                      | Alain Cavalier                                 | França                             | Premi de la intimitat                                |
| 2005                                            | Delwende                                                                        | S. Pierre Yameogo                              | Burkina Faso                       | Prix de l'espoir                                     |
| 2006                                            | Luxury Car (Jiāng chéng xià rì)                                                 | Wang Chao                                      | R.P. de la Xina                    | Premi                                                |
| 2006                                            | Ten Canoes                                                                      | Rolf de Heer                                   | Austràlia Països Baixos            | Premi especial del jurat                             |
| 2006                                            | The Way I Spent the End of the World (Cum mi-am petrecut sfârşitul lumii)       | Doroteea Petre                                 | Romania                            | Premi d'interpretació femenina                       |
| 2006                                            | The Violin (El violín)                                                          | Ángel Tavira                                   | Mèxic                              | Premi d'interpretació masculina                      |
| 2006                                            | Murderers (Meurtrières)                                                         | Patrick Grandperret                            | França                             | Premi del president del jurat                        |
| 2007                                            | California Dreamin'                                                             | Cristian Nemescu                               | Romania                            | Premi                                                |
| 2007                                            | Actresses (Actrices)                                                            | Valeria Bruni-Tedeschi                         | França, · Itàlia                   | Premi especial del jurat                             |
| 2007                                            | The Band's Visit (Bikur Hatizmoret)                                             | Eran Kolirin                                   | Israel                             | Coup de cœur du jury                                 |
| 2008                                            | Tulpan                                                                          | Sergei Dvortsevoi                              | Kazakhstan                         | Premi                                                |
| 2008                                            | Tokyo Sonata (Tōkyō sonata)                                                     | Kiyoshi Kurosawa                               | Japó                               | Premi del jurat                                      |
| 2008                                            | Cloud 9 (Wolke Neun)                                                            | Andreas Dresen                                 | Alemanya                           | Coup de cœur du jury                                 |
| 2008                                            | Tyson                                                                           | James Toback                                   | Estats Units                       | Le K.O. du certain regard                            |
| 2008                                            | Johnny Mad Dog                                                                  | Jean-Stéphane Sauvaire                         | França                             | Prix de l'espoir                                     |
| 2009                                            | Dogtooth (Kynodontas)                                                           | Iorgos Lanthimos                               | Grècia                             | Premi                                                |
| 2009                                            | Police, Adjective (Polițist, adjectiv)                                          | Corneliu Porumboiu                             | Romania                            | Premi del jurat                                      |
| 2009                                            | No One Knows About Persian Cats (Kasi az Gorbehaye Irani Khabar Nadareh)        | Bahman Ghobadi                                 | Iran                               | Premi especial del jurat ex aequo                    |
| 2009                                            | The Father of My Children (Le père de mes enfants)                              | Mia Hansen-Løve                                | França                             | Premi especial del jurat ex aequo                    |
| 2010                                            | Hahaha                                                                          | Hong Sang-soo                                  | Corea del Sud                      | Premi                                                |
| 2010                                            | October (Octubre)                                                               | Daniel Vega, Diego Vega                        | Perú                               | Premi del jurat                                      |
| 2010                                            | Los Labios                                                                      | Adela Sánchez, Eva Bianco, Victoria Raposo     | Argentina                          | Premi d'interpretació femenina                       |
| 2011                                            | Arirang                                                                         | Kim Ki-duk                                     | Corea del Sud                      | Premi                                                |
| 2011                                            | Stopped on Track (Halt auf freier Strecke)                                      | Andreas Dresen                                 | Alemanya                           | Premi                                                |
| 2011                                            | Elena                                                                           | Andrei Zviàguintsev                            | Rússia                             | Premi especial del jurat                             |
| 2011                                            | Goodbye (Be omid e didar)                                                       | Mohammad Rasoulov                              | Iran                               | Premi per la posada en escena                        |
| 2012                                            | After Lucia (Después de Lucía)                                                  | Michel Franco                                  | Mèxic                              | Premi                                                |
| 2012                                            | Children of Sarajevo (Djeca)                                                    | Aida Begig                                     | Bòsnia                             | Premi especial                                       |
| 2012                                            | Le Grand Soir                                                                   | Gustave Kervern, Benoît Delépine               | France                             | Premi especial del jurat                             |
| 2012                                            | Laurence Anyways                                                                | Suzanne Clément                                | Canada                             | Premi d'interpretació femenina                       |
| 2012                                            | Our Children (À Perdre la Raison)                                               | Emilie Dequenne                                | Belgium                            | Premi d'interpretació femenina                       |
| 2013                                            | The Missing Picture (L'Image manquante)                                         | Rithy Panh                                     | Cambodja                           | Premi                                                |
| 2013                                            | Omar                                                                            | Hany Abu-Assad                                 | Palestine                          | Premi especial del jurat                             |
| 2013                                            | Stranger by the Lake (L'Inconnu du lac)                                         | Alain Guiraudie                                | França                             | Premi per la posada en escena                        |
| 2013                                            | The Golden Cage (La jaula de oro)                                               | Diego Quemada-Diez                             | Mèxic                              | Prix un talent certain pour l'ensemble des comédiens |
| 2013                                            | Fruitvale Station                                                               | Ryan Coogler                                   | Estats Units                       | Prix de l'avenir                                     |
| 2014                                            | White God (Fehér isten)                                                         | Kornél Mundruczó                               | Hongria                            | Premi                                                |
| 2014                                            | Força major                                                                     | Ruben Östlund                                  | Suècia                             | Premi del jurat                                      |
| 2014                                            | The Salt of the Earth                                                           | Wim Wenders i Juliano Ribeiro Salgado          | Alemanya Brasil                    | Premi especial                                       |
| 2014                                            | Party Girl                                                                      | Marie Amachoukeli, Claire Burger, Samuel Theis | França                             | Prix d'ensemble                                      |
| 2014                                            | Charlie's Country                                                               | David Gulpilil                                 | Austràlia                          | Premi al millor actor                                |
| 2015                                            |                                                                                 |                                                |                                    |                                                      |
| Rams (Hrútar)                                   | Grímur Hákonarson                                                               | Islàndia                                       | Premi                              |                                                      |
| The High Sun (Zvizdan)                          | Dalibor Matanić                                                                 | Croàcia                                        | Premi del jurat                    |                                                      |
| Journey to the Shore (岸辺の旅 Kishibe no Tabi) | Kiyoshi Kurosawa                                                                | Japó                                           | Premi de la posada en escena       |                                                      |
| Masaan                                          | Neeraj Ghaywan                                                                  | Índia                                          | Premi pel prometedor               |                                                      |
| Nahid                                           | Ida Panahandeh                                                                  | Iran                                           | Premi pel prometedor               |                                                      |
| The Treasure (Comoara)                          | Corneliu Porumboiu                                                              | Romania                                        | Premi pel talent                   |                                                      |